# Sienna Mercer
Sienna Mercer  (født 18. september 1956 i Toronto, Canada) er en canadisk forfatter, der bl.a. har skrevet bog-serien Min søster, vampyren.
Hun sidder på sit loft som er fuld med en masse billeder fra hendes mange forskellige rejser og skriver bøgerne sammen med sine 2 katte Angel og Calypso.
Hun bor i Toronto i Canada hvor hun også er vokset op.

## Eksterne links
- Kort biografi